# Cours Jean Jaurès/Cours de la Libération et du Général de Gaulle/Cours Saint-André
L'ensemble cours Jean Jaurès/cours de la Libération et du Général de Gaulle/cours Saint-André, est une artère principale de la commune française de Grenoble, dans le département français de l'Isère.
C'est à l'origine une structure de faible hauteur construite à partir de 1684, pour servir de digue de secours et venant épauler la canalisation de la rivière Drac, distante de quelques centaines de mètres. 
Cette longue voie qui permettait à l'origine de traverser la plaine de Grenoble et construite selon approximativement un axe nord-sud, se dénomma Cours Saint-André jusqu'à la fin de la première moitié du XXe siècle.

## Situation et accès
L'ensemble cours Jean Jaurès/cours de la Libération et du Général de Gaulle/cours Saint-André se présente sous la forme d'une longue avenue rectiligne, connue pour être, après le Corso Francia à Turin et l'Avenue Diagonale à Barcelone, l'une des plus longues d'Europe,. Avec ses 7,8 km et sa grande largeur, en raison de la présence de contre-allées, elle est la plus longue et un des plus larges avenues de Grenoble. 
Le cours change 3 fois de nom sur toute sa longueur. Il commence en tant que cours Jean Jaurès à partir de la place Hubert Dubedout proche des quais de l'Isère, puis se transforme en cours de la Libération et du Général de Gaulle jusqu'aux limites de Grenoble, reprend le nom de cours Jean Jaurès à Échirolles, pour finir en cours Saint André au Pont-de-Claix.
Une rumeur veut que le cours ait été divisé en plusieurs parties afin que l'Avenue des Champs-Élysées à Paris soit l'avenue rectiligne la plus longue de France. Cette rumeur est fausse car les Champs-Élysées mesurent 1,9 km de bout en bout, ce qui fait que, même divisé en 4 tronçons, le cours Jean Jaurès et ses 7,8 km reste plus long.

## Origine du nom
Cours de la Libération et du Général de Gaulle
Ce nom a été donné, en référence à la libération de la France et celle de la ville à la fin de la Seconde Guerre mondiale, associée à un hommage au général de Gaulle, chef de la France libre puis dirigeant du Comité français de libération nationale. La ville de Grenoble a, en outre, été décorée de l'ordre de la Libération par Charles de Gaulle, chef du gouvernement provisoire en 1944.
Cours Jean Jaurès
Ce nom fait référence à Jean Jaurès (1859-1914), homme politique socialiste français.

## Historique

### Construction
Jusqu'en 1675, le Drac n'est pas canalisé et se présente sous forme de multiples bras et ramifications qui se déplacaient au fil des décennies, maillant complètement une grande partie de la plaine grenobloise. Construite sur un terrain vierge de toute construction, la digue a été conçue pour diviser le territoire en deux, à l'est, les zones habitées et à l'ouest les terres inondables et incertaines. Son axe est orienté de façon à intercepter et à diviser les deux réseaux de méandres formés à l'est par les débordements amont de l'actuelle commune de Pont-de-Claix, et à l'ouest par les débordements aval, offrant ainsi une plus grande efficacité aux ouvrages de protection construits simultanément par les mêmes ingénieurs le long de la rivière. Les deux ouvrages étant distants de 680 mètres au sud et de 1 400 mètres au nord. Ainsi, lors des grandes crues du Drac, les eaux ne peuvent plus reprendre leurs anciens parcours.

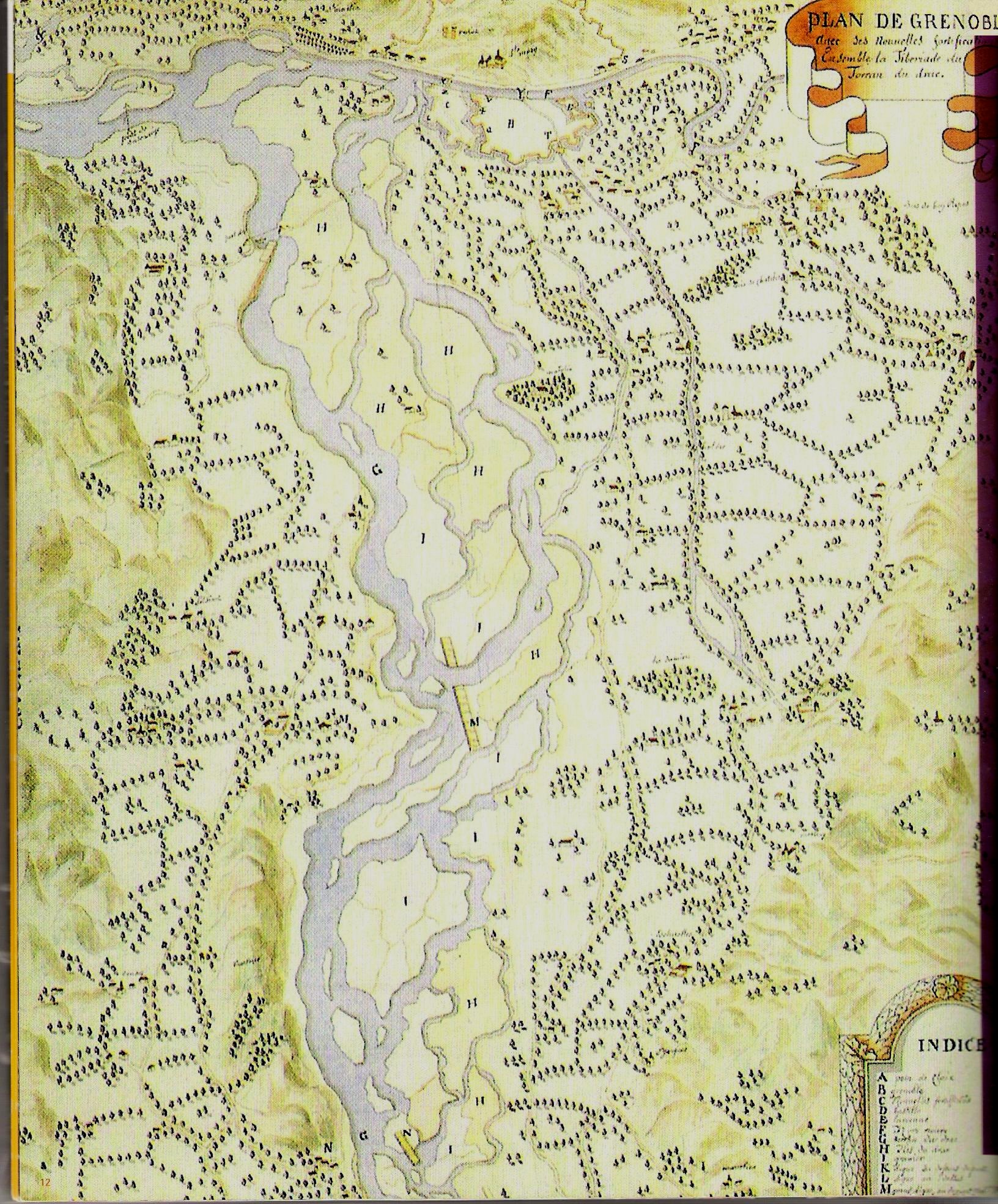
Plan de la région grenobloise en 1660

À l'occasion de cette construction de digue, on veille à supprimer un large étang circulaire dénommé rondeau formé au milieu de la plaine par la rencontre de plusieurs réseaux de méandres, et qui a contribué, lors des grandes crues, à réalimenter les courants se dirigeant vers la cité.
Ces travaux de création de digue se déroulent simultanément à ceux consistant à creuser un nouveau lit rectiligne pour le Drac au niveau des rochers de Comboire à Échirolles, évitant ainsi à la ville d'avoir à souffrir des inondations de cette rivière capricieuse. Ces derniers travaux se dérouleront en plusieurs étapes et ne s'achèvent qu'à la fin du XVIIIe siècle en repoussant le confluent de l'Isère et du Drac bien au-delà de son point d'origine, la porte de France.
À son extrémité nord, le cours se positionne également de façon à protéger la nouvelle extension ouest de l'enceinte de la cité (extension Créqui de 1671 à 1675). Constitué de quatre fossés conçus pour recevoir toutes les eaux coulant de la plaine, il mesure douze toises de largeur et est bordé de part et d'autre par deux autres voies plus étroites, chacune d'elles étant limitée par un fossé et une rangée d'arbres.
Cette bataille des habitants contre ces rivières est à l'origine du symbole grenoblois du serpent et du dragon.
À la fin du XVIIe siècle, cette voie portait le nom de cours Saint-André en référence à une puissante famille de parlementaires dauphinois qui en finança la plantation des arbres. Nicolas Prunier de Saint-André est à l'époque premier président du parlement du Dauphiné, et son frère Gabriel, baron de Bauchaine, marquis de Virieu, président à mortier au Parlement du Dauphiné en 1660.

### Une promenade bordée d'arbres

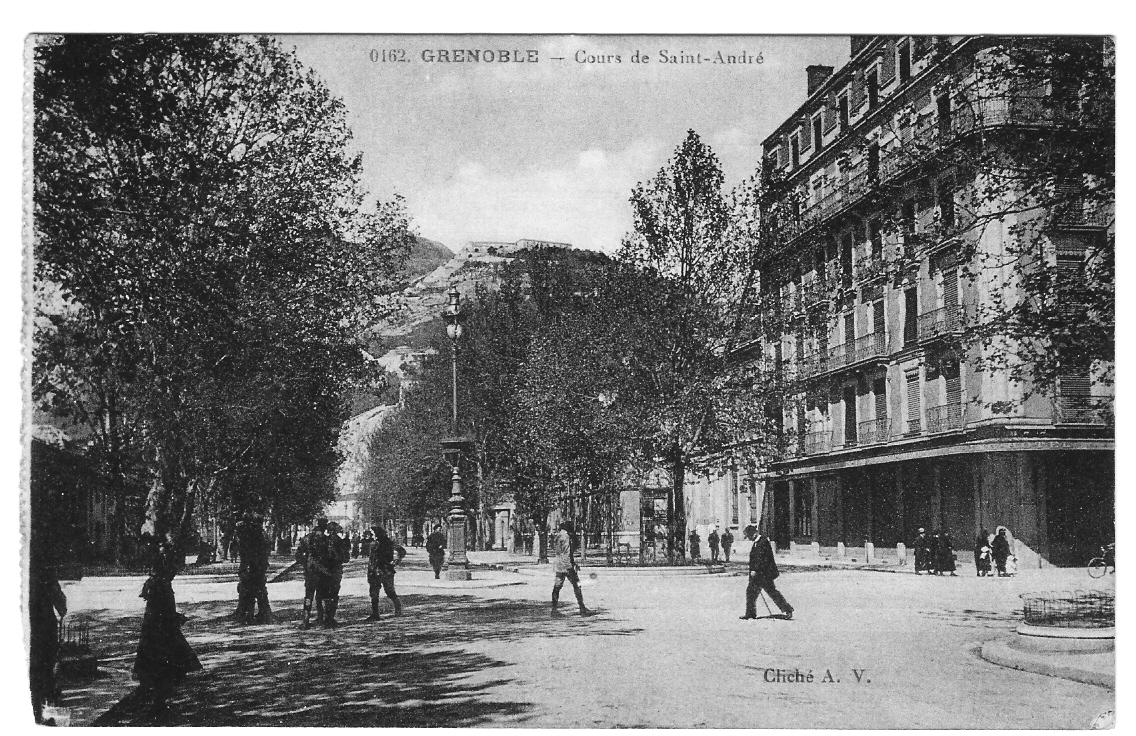
Cours Saint-André au XIXe siècle

La construction de cette digue, transformée immédiatement en voie de circulation dote Grenoble d'une superbe promenade hors les murs d'enceinte de l'époque. Elle est d'une grande largeur et considérée comme l'un des plus beaux cours de France, où cavaliers, voiture et piétons peuvent satisfaire au souci du Grand Siècle, c'est-à-dire paraître. Elle permet de relier les bords de l'Isère au pont Lesdiguières du Pont-de-Claix.
De tout temps cette voie a fait l'objet de soins particuliers. La plantation primitive d'arbres a été faite en peupliers, remplacés entre 1769 et 1784 par des ormes, des sycomores et des tilleuls. Entre 1850 et 1890, une autre essence d'arbres est plantée, les platanes. Ces derniers, aujourd'hui vieillissant et parfois dangereux, sont remplacés par une quatrième génération d'arbres depuis 1993.
En février 2012, la partie du cours située entre la place Hubert-Dubedout et le cours Berriat voit ses arbres coupés en raison de leur ancienneté, afin d'en replanter début 2013 dans le cadre de l'arrivée de la ligne E du tramway.

### L'axe routier duXXesiècle

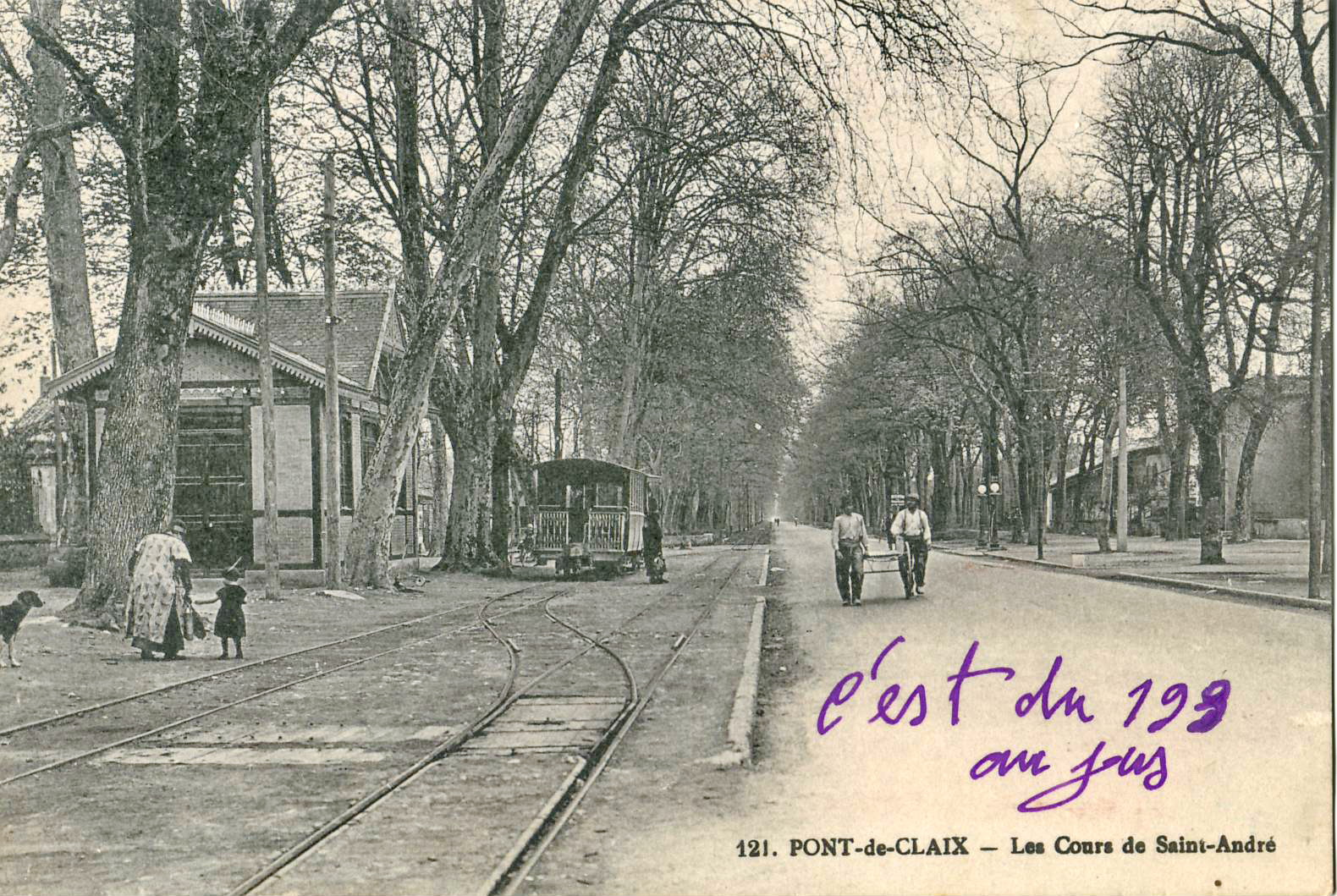
Dans l'entre-deux-guerres au Pont-de-Claix, lorsque le cours était parcouru par les tramways de la SGTE

En 1879, cet axe est coupé par les nouvelles fortifications du sud de la ville, et une barrière d'octroi est installée. En avril 1897, le cours Saint-André accueille l'une des deux premières lignes de tramways de la Société grenobloise de tramways électriques. Cette ligne qui dessert Le Pont-de-Claix puis Les Saillants du Gua jusqu'en 1938 sera définitivement fermée en 1949. À partir des années 1930, les fortifications sont détruites progressivement et une nouvelle intersection voit le jour avec une autre voirie très large appelée grands boulevards. Le cours est emprunté par la route nationale 75 dans sa traversée de Grenoble.
Le cours traverse la commune de Grenoble où il porte sur sa partie nord le nom de cours Jean Jaurès depuis le 7 août 1920, et de cours de la Libération et du Général de Gaulle depuis le 5 décembre 1944 sur sa partie sud, puis la commune d'Échirolles où il porte le nom de cours Jean Jaurès, et enfin Le Pont-de-Claix, où il conserve encore son nom d'origine de Saint-André.

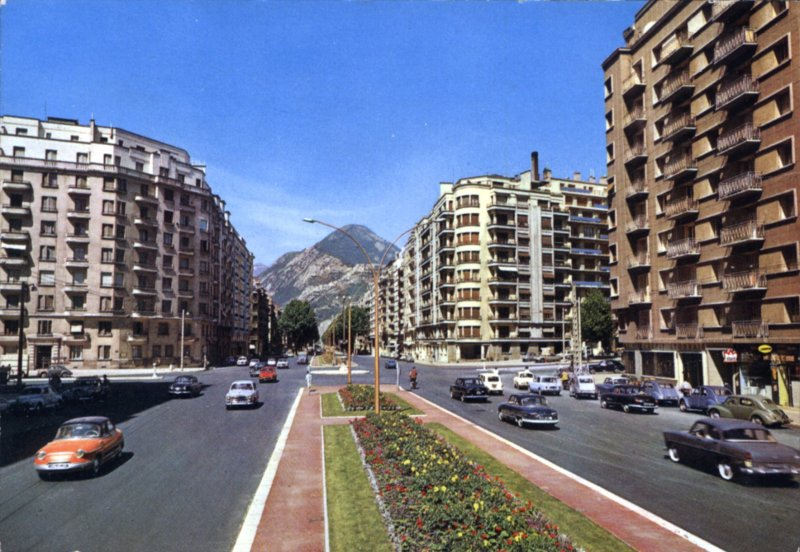
Cours de la Libération en 1964

Dans sa partie sud, le cours est rapidement rattrapé par l'urbanisation des territoires d'Échirolles et du Pont-de-Claix.
Le 22 août 1944, les troupes alliées appartenant au IIIe bataillon du 143e régiment d'infanterie de la 36e division d'infanterie de l'Armée américaine débarqué en Provence une semaine plus tôt arrivent par la sud de la ville par la route nationale 75 et empruntent ce cours pour entrer dans Grenoble. Le IIIe bataillon commandé par le lieutenant-colonel Théodor Andrews est accompagné de son chef de corps, le colonel Paul Adams.
Axe majeur de circulation orienté nord-sud, le cours était desservi par la ligne 1 de bus qui possédait sa propre voie de circulation sur la plus grande partie de l'axe. La ligne E du tramway emprunte le cours sur environ trois kilomètres depuis le 28 juin 2014.
À l'automne 2017, le cours Jean Jaurès fait l'objet d'une végétalisation de ses trottoirs qui comprend plantes grimpantes, arbustes et arbrisseaux.

## Bâtiments remarquables et lieux de mémoire
Cours Jean Jaurès
Cours de la Libération et du Général de Gaulle
- No 40 : maison bourgeoise en pierre de taille (assez rares à Grenoble) et présentant des vitraux, construite dans les années 1920 (propriété privée)[16].

- No 49 : imposante maison d'habitation sur trois niveaux et ornée d'une tour. la façade de couleur jaune est décorée de briques verte et rouge (propriété privée)[17]. Démolie entre 2008 et 2010.

### Événements

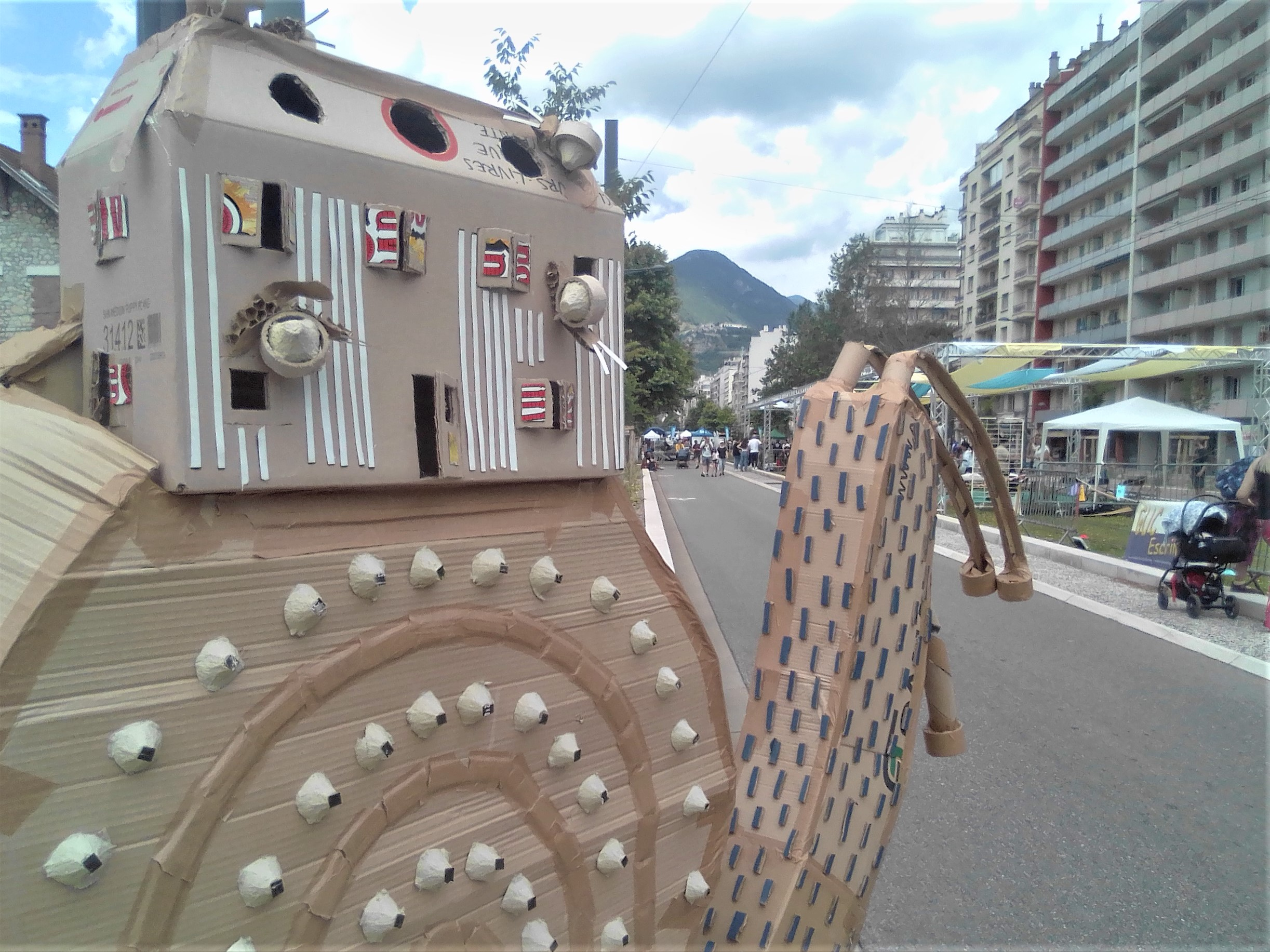
Cours de la Libération durant la fête des Tuiles de 2023

Le 6 mars 2015, le maire, Éric Piolle, introduit sur France Culture la création de la fête des Tuiles, en commémoration de la Journée des Tuiles. C'est une fête annuelle dont la première édition a eu lieu le 7 juin 2015. L'événement prend place sur les cours Jean Jaurès et de la Libération et du Général de Gaulle et réunit associations, acteurs locaux, commerces et habitants. Elle se termine traditionnellement par un défilé de chars de carnaval et un concert sous l'Estacade le soir.